# Triumphlied
Il Triumphlied Op. 55 (Canto trionfale) è una composizione vocale di Johannes Brahms.
Completa la trilogia delle opere corali più importanti, accanto all'Op. 53 e 54.
È stato scritto in occasione della vittoria nella Guerra franco-prussiana (1871) del Kaiser Guglielmo I.
Può dunque essere considerato una composizione nazionalistica divisa in tre movimenti: Lebhaft und Feierlich, Mäßig belebt, Lebhaft.
La prima assoluta è stata il 5 giugno 1872 a Karlsruhe diretta da Hermann Levi.
Il testo è tratto dal capitolo 19 dell'Apocalisse (in tedesco), versetti 1-2, 5-7, 11 e 15-16.

## Organico
Brahms scrisse l'Op.55 per doppio coro (S.S.A.A.T.T.B.B), baritono solista (che interviene nell'ultimo movimento), orchestra e organo ad libitum (facoltativo dunque).
La partitura è scritta per un'orchestra formata da:
- 2 flauti, 2 oboi, 2 clarinetti, 2 fagotti, 1 controfagotto
- 4 corni, 3 trombe, 3 tromboni, 1 basso tuba
- timpani
- organo
- archi

## I Movimento: Lebhaft
Dopo l'introduzione orchestrale (che espone l'embrione del tema usato in seguito) il doppio coro canta vigorosamente "Halleluia" per alcune battute, acquietandosi dopo qualche misura, anche se riprende subito con l'incipit introduttivo sulle parole "Heil und Preis". Questo brano è stato confrontato con l'Hallelujah dell'oratorio Messiah di Händel.

## II Movimento: Mäßig belebt
Questo secondo movimento (Lobet unsern Gott) ha un andamento più pacato del precedente, pur essendo comunque giubilare.

## III Movimento: Lebhaft
L'ultimo movimento comincia in modo minore, molto vivo e si ha la prima parte da solista del baritono, immediatamente sostenuto dal doppio coro (ora in modo maggiore) assieme al quale, dopo che il solista ha terminato, iniziano anche le fanfare di ottoni. Il baritono poi ritorna con un secondo recitativo che prepara l'entrata al finale (Feierlich) del doppio coro sulle parole "Ein König aller Könige und ein Herr aller Herren".